# Łuszczyk wielobarwny
Łuszczyk wielobarwny, łuszcz papieski (Passerina ciris) – gatunek małego ptaka z rodziny kardynałów (Cardinalidae). Lęgi wyprowadza w południowych USA i północnym Meksyku; zimuje w Meksyku, Ameryce Centralnej, na południu Florydy, Bahamach, Kubie i kilku okolicznych wyspach. Nie jest zagrożony wyginięciem.

## Systematyka
Wyróżniono dwa podgatunki P. crisis:
- P. ciris ciris – łuszczyk wielobarwny – południowo-wschodnie USA. Zimuje na południu Florydy, na Bahamach i Kubie.
- P. ciris pallidior – łuszczyk teksaski – południowo-środkowe USA i północny Meksyk. Zimuje od Meksyku po zachodnią Panamę.

## Morfologia
CharakterystykaBardzo wyraźny dymorfizm płciowy. Gruby, krótki szary dziób. Samiec ma jasnogranatową głowę do karku i gardła. Jest ono czerwone, tak jak brzuch, pierś i kuper z pokrywami nadogonowymi. Grzbiet oliwkowy. Skrzydła brązowe z zielonymi pokrywami skrzydłowymi II rzędu. Nogi szare, ogon brązowy. Młode i samice mają skromne, szarozielone, oliwkowe i szare upierzenie.
Wymiary
- długość ciała: 13–14 cm[2]
- rozpiętość skrzydeł: 22 cm
- masa ciała: 13–19 g

## Ekologia
BiotopTereny z rozproszonymi drzewami i krzewami, miejsca zachwaszczone. Często w pobliżu wody.
ZachowanieZazwyczaj żeruje na ziemi. Latem trzyma się w parach, zimą w grupach. Śpiewa z wysokiej gałęzi, często się kąpie.
GłosPrzyjemny, lekki szczebiot, piskliwy i bardzo zróżnicowany, wabi głównie „łicz”.
PożywienieNasiona i owady.
Lęgi1–3, rzadko 4. Buduje na drzewie miseczkowate gniazdo z trawy i liści, wyścielone delikatnym materiałem, w tym włosiem. Składa 3 lub 4 niebieskobiałe, czerwonobrązowo nakrapiane jaja. Inkubacja trwa 11 lub 12 dni. Młode potrafią latać po 12–14 dniach.

## Status
Międzynarodowa Unia Ochrony Przyrody (IUCN) od 2018 roku klasyfikuje łuszczyka wielobarwnego jako gatunek najmniejszej troski (Least Concern – LC). Wcześniej (od 2004 roku) miał on status gatunku narażonego (Near Threatened – NT). Organizacja Partners in Flight szacuje (2018) liczebność populacji na około 14 milionów dorosłych osobników. Trend liczebności populacji oceniany jest jako stabilny.